# 西氏曼人面蟹
西氏曼人面蟹（学名：Homolomannia sibogae）为人面蟹科曼人面蟹屬下的一个种。